# Gare de Minoo
La gare de Minoo (箕面駅, Mino-o-eki) est une gare ferroviaire terminus située à Minoh, dans la préfecture d'Osaka au Japon. La gare est exploitée par la compagnie Hankyu.

## Situation ferroviaire
La gare de Minoo marque la fin de la ligne Hankyu Minoo.

## Histoire
La gare est inaugurée le 10 mars 1910.

## Service des voyageurs

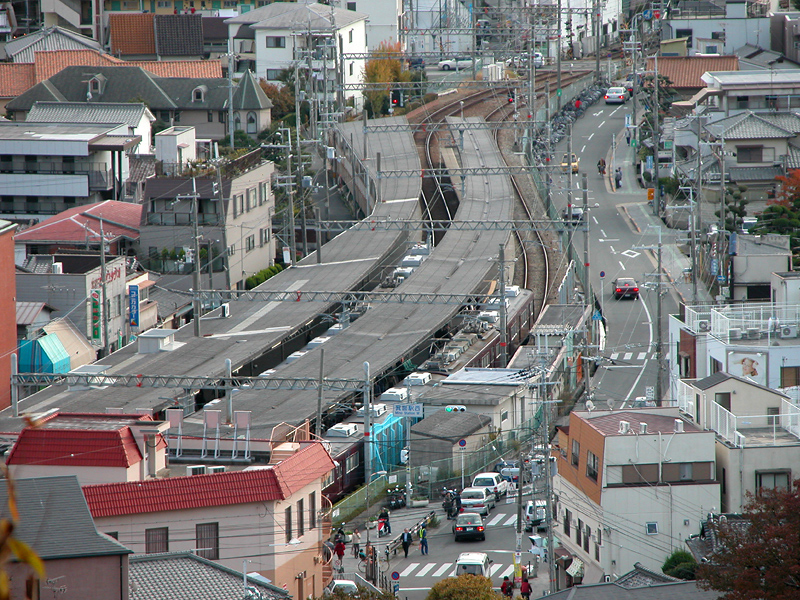
Vue générale de la gare.

### Accueil
La gare dispose d'un bâtiment voyageurs, avec guichet, ouvert tous les jours.

### Desserte
- Ligne Minoo :
  - voies 1 et 2 : direction Ishibashi handai-mae et Osaka-Umeda

## Dans les environs
- Parc quasi national de Meiji no Mori Minō, avec la Cascade de Minoh
- Station thermale de Minoh
- Musée des insectes de Minoh[2]